# Crocidura jouvenetae
Crocidura  jouvenetae es una especie de musaraña (mamífero placentario de la familia Soricidae).

## Distribución geográfica
Habita al sur de Guinea Ecuatorial, Liberia, Costa de Marfil y Sierra Leona.